# Bombardier Challenger CL-300
Il Bombardier Challenger CL-300 è un business jet usato per voli transcontinentali.
L'aereo e caratterizzato da ali lunghe e sottili con winglet in posizione bassa; ha una coppia di turbofan Honeywell HTF-7000 montati nella sezione di coda della fusoliera e un'ampia deriva verticale a T con ampi piani orizzontali.

## Storia
Il Challenger 300 e una versione completamente riprogettata del CL-600, di cui mantiene le dimensioni generali; il progetto è partito ex-novo per creare un velivolo che potesse compiere voli transcontinentali a grande velocità.
Fu presentato al pubblico durante il Salone internazionale dell'aeronautica e dello spazio di Parigi-Le Bourget il 13 luglio 1999. Il prototipo effettuò il primo volo il 14 agosto 2001 e la prima consegna ad un cliente del Challenger 300 avvenne nel gennaio 2004. A tutt'oggi sono stati consegnati circa 300 esemplari.

## Versioni
CL-300: versione iniziale. È anche conosciuto come BD-100 Continental.